# La Familia Michoacana
La Familia Michoacana es una organización criminal mexicana que se dedica al narcotráfico y a diversas actividades ilegales y ha sido designado como una «organización terrorista» extranjera por el Departamento de Estado de Estados Unidos. Su principal líder Nazario Moreno González, fue abatido en 2014.

## Historia
La Familia Michoacana comenzó en los años 1980 cuando un grupo de vigilantes clandestinos se dedicaban a combatir el narcotráfico en el estado de Michoacán. En los años 1990, la organización se alió con el Cártel del Golfo para expulsar a la Familia Valencia. En 2011 La Familia Michoacana se fracturó en dos frentes, uno que conservó el mismo nombre, La Familia Michoacana, encabezado por José de Jesús Méndez Vargas, "El Chango Méndez" y el que se autodenominó Los Caballeros Templarios, dirigido por Enrique Plancarte Solís, "Kike Plancarte" y Servando Goméz Martínez, "La Tuta", lo que desató una cruenta guerra en su bastión, Michoacán, y estados aledaños. 

Área de Influencia del cartel 'La Familia Michoacana'

Con esta división, La Familia Michoacana fue expulsada casi en su totalidad de Michoacán y se replegó hacia la región entre el Estado de México y Guerrero, pero "El Chango Méndez" fue capturado en junio ese mismo año, por lo que el liderazgo fue asumido por José María Chávez Magaña, "El Pony", quien delegó la zona de Guerrero y límites del Estado de México a sus lugartenientes, los hermanos Bartolo Viveros García, "El 5-5" y Felipe Viveros García, "El F". Bartolo Viveros García fue detenido en agosto de 2011 y asesinado en el penal de El Altiplano el 17 de junio de 2012, mientras que Felipe Viveros García fue detenido en diciembre del 2013 en Jalisco, adonde había huido tras una traición de sus sublugartenientes, los hermanos Johnny Hurtado Olascoaga, "El Pez", "El Fish" o "El Mojarro" y José Alfredo Hurtado Olascoaga, "La Fresa".
El liderazgo se conservó en José María Chávez Magaña, quien delegó a los hermanos Hurtado Olascoaga el control de la zona antes dominada por los hermanos Viveros García, aunque con fricciones y diferencias que concluyeron el 30 de junio de 2014 con la Matanza de Tlatlaya, una estratagema urdida por los hermanos Hurtado Olascoaga en colusión con el 102° Batallón del Ejército con el fin de arrebatar el liderazgo de la organización a Chávez Magaña, "El Pony", quien sin embargo logró escapar, pero fue capturado tan sólo 22 horas después (si bien el gobierno mexicano manejó que la matanza se debió a la disputa con Guerreros Unidos, cártel que no obstante no tenía ni ha tenido presencia hasta el momento en Tlatlaya, corazón de las operaciones de La Familia Michoacana en el Estado de México).
Capturado José María Chávez Magaña, el liderazgo pasó a los hermanos Johnny Hurtado Olascoaga, "El Pez" y José Alfredo Hurtado Olascoaga, "La Fresa", quienes con declives y escisiones lo detentan hasta la actualidad, aunque bajo su poder la organización redujo su territorio al Norte y Tierra Caliente de Guerrero, sur del Estado de México y poblados limítrofes de Michoacán. Económica y operativamente debilitados, su principal fuente de financiamiento se ha vuelto el secuestro, la extorsión, y los delitos de alto impacto.
Con la fragmentación y el debilitamiento de Los Caballeros Templarios, pasaron a ser las organizaciones criminales de Guerreros Unidos y Los Tequileros, esta última prácticamente desmantelada. Tanto Guerreros Unidos como Los Tequileros surgieron como escisiones de La Familia Michoacana, los primeros en conjunción con remanentes del cártel de los Beltran Leyva, y los segundos como escisión autónoma, lo que explica la pérdida de territorios para los reductos de La Familia Michoacana.

## Actividades y zona de control

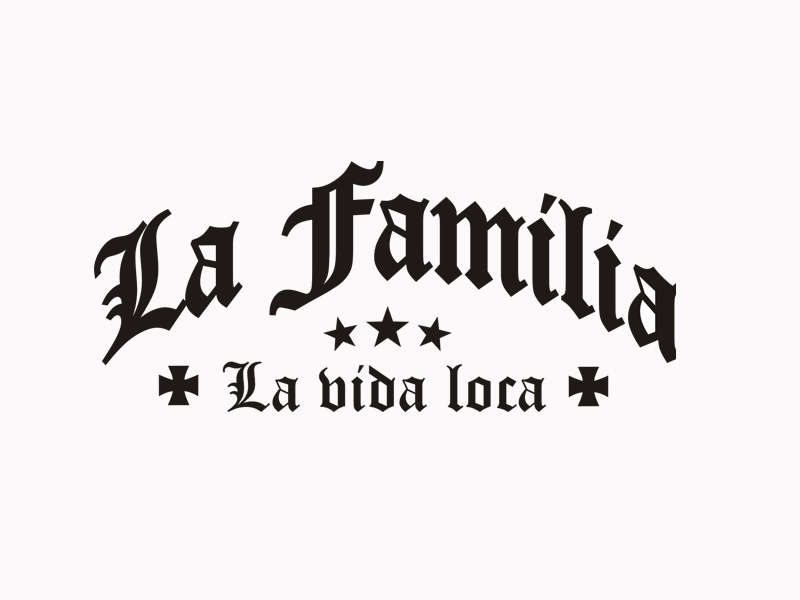
Algunos de los logos que usaba la Familia Michoacana en playeras y vehículos

Se sabe que el cartel produce grandes cantidades de metanfetamina en laboratorios clandestinos en Michoacán. A pesar de que la mayoría de su estructura y actividades históricamente han sido realizadas en el estado de Michoacán, el grupo ha tomado en años recientes al Estado de México como su nuevo bastión (teniendo control en municipios como Valle de Bravo, Luvianos, Tejupilco, Temascaltepec, San Simón, Amatepec, Tlatlaya, Sultepec, Texcaltitlán, Almoloya de Alquisiras, Villa Guerrero, Coatepec Harinas, Ixtapan de la Sal, Tonatico y Zacualpan). Desde la administración del entonces gobernador Enrique Peña Nieto, ya que a partir de los años 2005 al 2011 pudieron operar bajo el resguardo de elementos policíacos y de la PGR tal y como es descrito por la averiguación (PGR/SIEDO/UEIDCS/2008) realizada por la Subsecretaría de Investigación Especializada en Delincuencia Organizada.
A partir del 2019, el Cártel Jalisco Nueva Generación (CJNG) se ha sumado a los enemigos de La Familia Michoacana, al incursionar en Michoacán y el estado de México, por lo que La Familia Michoacana se ha visto obligada a aliarse con Los Viagras y los reductos de Los Caballeros Templarios, para hacer frente al CJNG. En la actualidad el cartel es comandado por Johnny Hurtado Olascoaga, alias "El Pez" y José Alfredo Hurtado Olascoaga alias "El Fresa", quienes han seguido combatiendo al CJNG llegando a controlar 55 de los 125 municipios que tiene el Estado de México. El CJNG solo está presente en 31 municipios. Además el grupo ha tenido una segunda incursión en varios municipios Tierra Caliente de Michoacán, de la Tierra Caliente de Guerrero y la Región Norte, así como diversos municipios de Morelos pertenecientes a la Tierra Caliente morelense como Amacuzac, Puente de Ixtla, Jojutla de Juárez, Zacatepec de Hidalgo, Cuernavaca, Yautepec de Zaragoza, entre otros.

## Ideario y política
Se describía al cartel de La Familia michoacana como un "culto pseudo-religioso" debido a que pretendían justificar la tortura de policías federales y homicidio de sus rivales como "Justicia Divina". El líder religioso de La Familia, Nazario Moreno, muerto en 2014 al enfrentarse a tiros con la armada mexicana, captaba a nuevos miembros de la banda a través de una organización religiosa llamada La Nueva Jerusalém.  El cartel tiene su propia "biblia" o manual espiritual. El adoctrinamiento de este grupo consistía en lecturas y cursos que ellos consideraban de crecimiento personal, valores y principios de la banda criminal. Se les pedía a los subordinados evitar consumir estupefacientes, manteniendo la "unidad familiar familia unidad... ".
 El 16 de julio de 2009, Servando Gómez Martínez (La Tuta), jefe de operaciones del cartel, se comunicó con una emisora de radio local y manifestó: "La Familia se creó para velar por los intereses de nuestro pueblo y nuestra familia. Somos un mal necesario. " Cuando se le preguntó qué quería realmente La Familia, Gómez respondió: "Lo único que queremos es paz y tranquilidad". El gobierno del presidente Felipe Calderón se niega a llegar a un acuerdo con el cartel y rechazó sus llamados al diálogo.
El cartel basaba la mayor parte de su doctrina en los libros publicados por el autor cristiano y estadounidense John Eldredge, en especial su libro titulado Salvaje de corazón legendarios dio a conocer que Moreno González exigió a sus más cercanos el estudio de la obra de este autor estadounidense, y paga a profesores rurales y ex promotores del Consejo Nacional de Fomento Educativo (CONAFE) para que difundieran los preceptos contenidos en los libros de Eldredge en colonias populares de las ciudades y los pueblos michoacanos. El objetivo de este adoctrinamiento parecía ser el tener un mejor control motivacional y emocional sobre los miembros del cartel.
En julio de 2009 y noviembre de 2010, La Familia Michoacana ofreció retirarse e incluso disolver su cartel, "con la condición de que tanto el Gobierno Federal como la Policía Estatal y Federal se comprometan a salvaguardar la seguridad del estado de Michoacán". Sin embargo, el gobierno del presidente Felipe Calderón Hinojosa se negó a llegar a un acuerdo con el cartel y rechazó sus llamados al diálogo. Según fuentes federales y estatales, La Familia Michoacana se ha involucrado cada vez más en la política de Michoacán, impulsando a sus candidatos favoritos, financiando sus campañas y obligando a otros partidos a renunciar a sus candidaturas.

### Alianzas
En febrero de 2010, los principales cárteles se alinearon en dos facciones. Uno estaba compuesto por el Cártel de Juárez, el Cártel de Tijuana, Los Zetas y el Cártel de Beltrán Leyva. La otra facción estaba compuesta por el Cártel del Golfo, el Cártel de Sinaloa y La Familia Michoacana. La Familia Michoacana se convirtió en rival de su grupo escindido Caballeros Templarios. La Procuraduría General de la República (PGR) informó que el Cartel de La Familia fue "exterminado" en 2011. No fue hasta el año después cuando el cártel mueve su estructura al Estado de México, donde actualmente mantiene una lucha por el control del noroeste del estado contra el Cártel de Jalisco Nueva Generación, siendo el principal cártel de interés para las autoridades en el estado. También en esta nueva etapa del grupo parece haber perdido su adoctrinamiento pseudoreligioso, además de haber incrementado el uso menores de edad como "halcones" o sicarios, siendo común que presuman sus armas y artículos de lujo en redes sociales (casos mediáticos como María Artel “N” alias la Chimo su novio Juan Gerardo "N" alias "El Canguro").

## Operativos en contra del grupo

### Proyecto Coronado

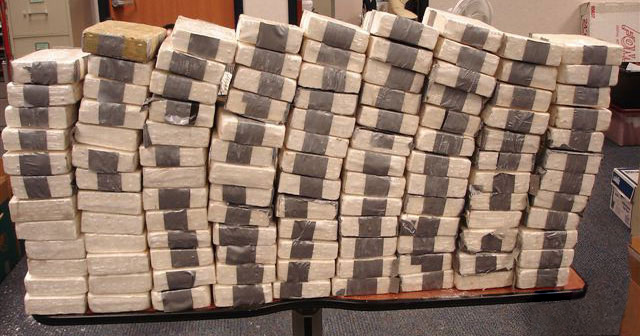
Cocaína decomisada a la Familia Michoacana durante los operativos de 2009

El 22 de octubre de 2009, las autoridades federales de Estados Unidos anunciaron los resultados de una investigación de cuatro años sobre las operaciones de La Familia Michoacana en Estados Unidos, denominada Proyecto Coronado. Fue la redada más grande de Estados Unidos contra los cárteles de la droga mexicanos que operan en Estados Unidos. En 19 estados diferentes, 303 personas fueron detenidas en un esfuerzo coordinado por la policía local, estatal y federal durante un período de dos días. Durante la fase de arresto se incautaron más de 62 kilogramos de cocaína, 330 kilogramos de metanfetamina, 440 kilogramos de marihuana, 144 armas, 109 vehículos, dos laboratorios clandestinos de drogas y $ 3.4 millones de dólares.
Desde el inicio del "Proyecto Coronado", la investigación ha llevado al arresto de más de 1,186 personas y la incautación de aproximadamente $ 33 millones. En total, casi 2 toneladas métricas de cocaína, 1.240 kilogramos de metanfetamina, 13 kilogramos de heroína, 7.430 kilogramos de marihuana, 389 armas, 269 vehículos y los dos se incautaron laboratorios de drogas.

### Proyecto Delirium

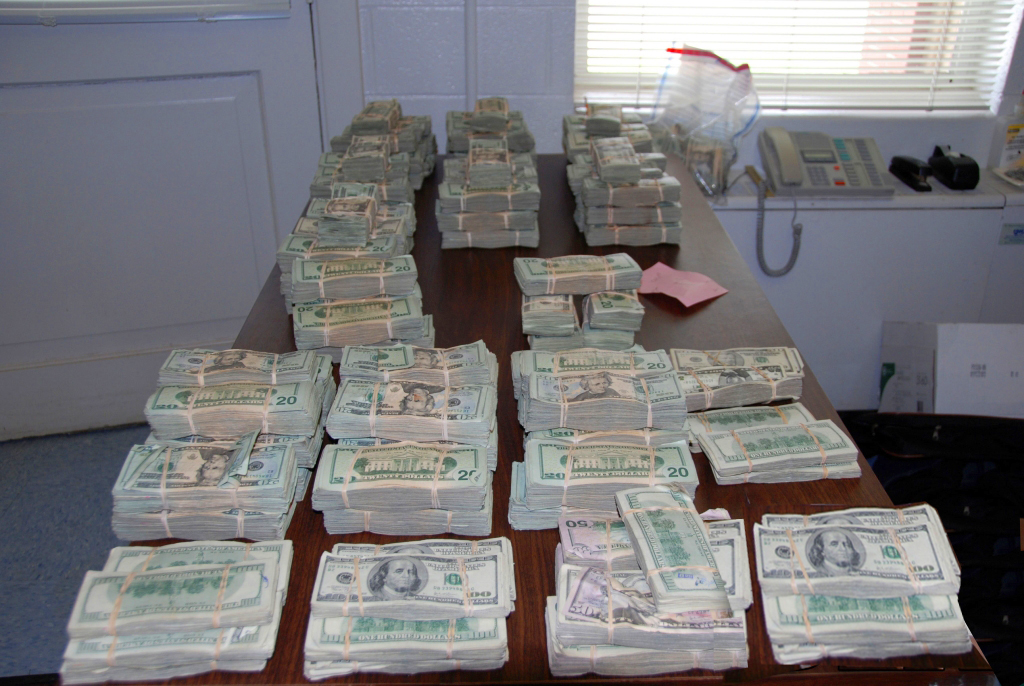
Una fracción de la droga decomisadaa en los Estados Unidos

En julio de 2011, el Departamento de Justicia de los Estados Unidos anunció que una operación de 20 meses de duración conocida como "Proyecto Delirium" había resultado en más de 221 arrestos de miembros del cártel de La Familia en los Estados Unidos, junto con importantes incautaciones de efectivo, cocaína , heroína y metanfetamina. Fuera de Estados Unidos, la operación resultó en el arresto de más de 2000 miembros. Los miembros del cártel fueron arrestados en todo Estados Unidos y enfrentan cargos en Alabama, California, Colorado, Georgia, Kansas, Míchigan, Minnesota, Misuri, Nuevo México, Carolina del Norte, Tennessee, Texas y Washington, D.C. Este anuncio se produjo apenas un mes después de que las autoridades mexicanas anunciaran la captura del líder del cartel José de Jesús Méndez Vargas.

## Ataques y arrestos más relevantes

### 2009
- 19 de abril de 2009 - La Policía Federal Preventiva detuvo a 44 personas que se encontraban reunidas en una fiesta de bautizo en la ciudad de Morelia, Michoacán. Uno de los detenidos fue identificado como Rafael Cedeño Hernández (El Ceda), presunto líder del cartel en esa región.[48]

- 26 de mayo de 2009 - Personal de la Policía Federal Preventiva detiene a 10 alcaldes de Michoacán y a otros 20 oficiales sospechosos de proporcionar protección e información al cártel.[49] De estos, 27 fueron consignados a la prisión de mediana seguridad de Tepic, Nayarit.[50] Aunque este evento fue conocido como el michoacanazo ya que nunca se demostraron los vínculos de los funcionarios con el cartel y se atribuye la finalidad de la acción a razones políticas considerando la proximidad de las elecciones intermedias y que el acto fue coordinado por Luisa María Calderón (hermana de Felipe Calderón presidente constitucional de México) la cual también pertenece al partido acción nacional, lo curioso es que los acusados implicados en su mayoría pertenecían al partido de la revolución democrática extremo polar del conservador acción nacional y partido en el gobierno de Michoacán en la persona de Leonel Godoy.[cita requerida]

- 11 de julio de 2009 - Es detenido Arnoldo Rueda Medina (La Minsa), jefe operativo del cártel,[51][52][53] con lo cual se desataron importantes ataques contra la Policía Federal en los estados de Michoacán, Guanajuato y Guerrero.[54]

- 12 de julio de 2009 - Fueron hallados doce cuerpos, 11 hombres y una mujer, en la carretera Siglo XXI, confirmándose que se trataba de agentes de la Policía Federal que se encontraban realizando tareas de inteligencia.[55] Asimismo un convoy de Policías Federales fue emboscado al momento de regresar a sus instalaciones, resultando dos elementos muertos.[56] Ese mismo día es detenido el jefe de la plaza de Petatlán, Francisco Javier Frías (El Chivo), del cual se sospecha que participó en los atentados contra agentes federales ocurridos días atrás.[57]

- 15 de julio de 2009 - Elementos de la Procuraduría de Justicia del Estado de Guanajuato detuvieron a cuatro sujetos ligados al cártel de la Familia, rescatando igualmente a una persona que mantenían secuestrada. El líder de esta célula es Francisco Javier Sotelo Barrera (El Pancho)[58] y se ha confirmado que es sobrino de Servando Gómez Martínez.[59]

- 16 de julio de 2009 - El Gobierno Federal anuncia el envío de 1500 efectivos de la Policía Federal, 2500 del Ejército y 1500 de la Armada de México al estado de Michoacán para reforzar las labores de vigilancia.[60] Asimismo las labores de vigilancia se reforzaron con 67 bases de operaciones móviles y 9 de operaciones mixtas con personal militar y de la Policía Federal,[61] 3 helicópteros UH-60 y 9 vehículos tácticos de incursión.

- 19 de julio de 2009 - Fueron arraigados 10 policías del municipio de Arteaga, Michoacán, que se presume tenían nexos con el cártel e igualmente están relacionados con el asesinato de los 12 agentes federales hallados el 12 de julio.[62]

- 21 de julio de 2009 - Fueron detenidas 4 personas por elementos de la Policía Federal por su posible participación en el asesinato de 12 agentes federales. A uno de los detenidos se le aseguró una pistola Beretta 92 que pertenecía a uno de los agentes asesinados.[63][64]

- 15 de agosto de 2009 - Es capturado Héctor Manuel Oyarzabal Hernández, presunto jefe de plaza en Ixtapaluca, Chalco y valle de Chalco en el Estado de México, junto con otras siete personas y en posesión de un arsenal.[65]

- 23 de agosto de 2009 - Es detenido por elementos del ejército mexicano Luis Ricardo Magaña Mendoza (Alias 19 ½), jefe de plaza en Zamora junto con cinco de sus escoltas. Se presume que tenía contacto directo con Nazario Moreno y Jesús Méndez, principales líderes del cártel.[66] El miércoles 26 del mismo mes, fue arraigado durante 40 días, para determinar su situación jurídica.[67]

- 26 de agosto de 2009 - Elementos de la Policía Federal capturaron a tres sujetos, uno de los cuales aceptó su participación en la ejecución de doce agentes federales ocurrida el 12 de julio.[68]

- 22 de octubre de 2009 - Fueron arrestadas 303 personas en Estados Unidos, como parte de la Operación Coronado, acusados de pertenecer al cártel la Familia Michoacana. En la operación participaron más de 3,000 agentes de diferentes cuerpos de seguridad de 19 estados. Las detenciones se efectuaron tras más de 44 meses de investigación; esta fue la mayor acción realizada por los Estados Unidos contra un cártel mexicano de drogas. Durante el operativo fueron incautados unos 500 kilos de marihuana, 350 kilos de metanfetaminas, 62 kilos de cocaína, US$3.4 millones, 144 armas y 109 automóviles.[69]

### 2010-2015
- 25 de noviembre de 2010 - Envía Familia Michoacana comunicado, se retiran el mes de diciembre.

- 8 de diciembre de 2010 - La Secretaría de Educación Pública (SEP) señala que aparece en documentos Servando González Martínez "La Tuta" como profesor de una escuela primaria en el municipio de Arteaga, en la misma ficha no aparece un perfil académico pero si que, cuenta con 15 años de servicio y que lleva los últimos 10 en el mismo nivel.

- 9 de diciembre de 2010 - Muere Nazario Moreno, líder del cártel, como producto de un enfrentamiento que duró varios días con las fuerzas de seguridad en el Estado de Michoacán.[70]

- 10 de diciembre de 2010 - Dejan un saldo de 13 muertos y 30 heridos en el municipio de Tecalitlán, Jalisco, tras abrir fuego en las fiestas religiosas de la localidad del mismo nombre.

- 31 de diciembre de 2010 - Detienen a Francisco López Villanueva, alias El Bigotes, líder de La Familia Michoacana en La Mira y Guacamayas, poblaciones cercanas al puerto de Lázaro Cárdenas.

- 3 de enero de 2011 - El cártel envía un comunicado en el que ofrece ampliar su tregua decretada durante el mes de enero con el fin de demostrarle a las autoridades, al Gobierno federal y al pueblo michoacano, que ellos no son culpables de los actos ocurridos en la entidad y de los cuales han informado los medios de comunicación.

- 5 de enero de 2011 - Detienen en Manzanillo a Juan Carlos Cruz Estrada o Nabor Pérez Chaires, más conocido como El 16, líder de la plaza de Zitácuaro, Michoacán.

- 31 de marzo de 2011 - Detienen en Yahualica de González Gallo a Alejandro Figueroa Suárez más conocido como Don Álex, líder de la plaza de Los Altos de Jalisco y uno de los líderes principales de la organización.

- 21 de junio de 2011 - Detienen en Aguascalientes a Jesús Méndez Vargas alias "El Chango" uno de los últimos líderes principales. Y con esta captura queda completamente desarticulada la Organización.

- 1 de julio de 2014 - José María Chávez Magaña "El Pony", líder de La Familia en el estado de México fue capturado en Guanajuato. Johnny Hurtado Olascoaga "El Pescado" asumió el control de la organización y consumó su venganza gracias al apoyo de "El Mencho" y el CJNG.

### 2017-2021
- Mayo del 2017 - El gobernador Héctor Astudillo afirmó que La Familia Michoacana y Los Tequileros son los responsables de la violencia en siete municipios de Tierra Caliente en Guerrero.

- 6 de mayo del 2018: Es arrestado Jesús Méndez Velázquez, alias "El Chango Méndez", exlíder de la Familia Michoacana, y a Manuel Ruiz Tovar, por su probable responsabilidad en la comisión de los delitos de portación de armas de fuego sin licencia y contra la salud, en su modalidad de posesión de narcóticos con fines de producción.[71][72][73]

- 20 de febrero del 2019 Es arrestado Víctor César Bravo Velázquez alias "El Pinpon", en la ciudad de Toluca. Pimpón fue trasladado y recluido en el Centro Federal de Readaptación Social número 14, ubicado en Durango.[74][75]

- 12 de julio del 2020 Es asesinado a tiros un policía de la Fiscalía General de la República en una carretera aledaña a la comunidad de Yebucivi, en Villa de Almoloya de Juárez, además del agente murieron sus dos hijos menores de edad- El mismo día fueron atacados a tiros cinco oficiales en el municipio de Ixtapan de la Sal. Estos ataques ocurrieron después de que La Familia Michoacana dejara narcomantas "declarandole la guerra" a las autoridades estatales.[76][77][78]

- El 18 de marzo, se registra una emboscada y posteriormente un enfrentamiento entre policías estatales y sicarios de La Familia Michoacana, asesinando a trece policías, esto mientras realizaban un patrullaje en la Zona de Llano Grande, esto en el municipio de Coatepec Harinas, siendo uno de los peores ataques contra las fuerzas de seguridad en años recientes.[79][80] La fiscalía afirmó que la emboscada fue por un operativo realizado por las autoridades dos días antes.[81]
  - Para el 23 de marzo al menos 25 personas fueron detenidas por las autoridades relacionadas con la Familia Michoacana que participaron directa e indirectamente en el ataque. La Fiscalía estatal ofrece hasta 500,000 pesos como recompensa por cualquier información que lleve a los perpetradores de la emboscada.[82][83][84]

- El 9 de abril del 2021 es arrestado Iván René "N" alias "El Boris" por agentes de la Fiscalía del Estado de México, acusado de robo de automóviles de lujo y tratándose de ser un importante cabecilla acusado de emboscar a 13 policías en semanas recientes. Su detención ocurrió en el municipio de Villa Victoria.[85][86]

- El 13 de abril cuatro personas fueron asesinados en un tiroteo en medio de un baile en Santa Casilda, municipio de Gabriel Zamora. La masacre tuvo lugar en el auditorio del municipio, lugar donde se realizaban las fiestas patronales del sitio. A través de redes sociales, circuló un video donde se aprecia a una banda musical cantando “Caminos de Michoacán” en un aforo a su máxima capacidad (a pesar de las medidas restrictivas de la actual pandemia en el estado.[87][88]

- Es arrestado en la ciudad de Toluca el 14 de abril Alejandro Sánchez Santamaría, alias el "Negro" y/o "Mamado" siendo acusado por al menos 20 asesinatos además de los delitos de extorsión en bares y restaurantes. Según servicios de inteligencia, El Negro era en áreas de seguridad en diferentes regiones del Estado de México, siendo uno de los cabecillas de la organización en el Valle de Toluca.[89][90]

- 12 de agosto: Es emboscado el convoy donde la alcaldesa electa Sandra Velázquez del municipio de Pilcaya dejando como saldo dos policías estatales muertos y dos heridos, esto en una carretera que unen Pilcaya con el municipio de Ixtapan de la Sal. La alcaldesa fue amenazada en el pasado por miembros de La Familia Michoana.[91][92]
- 5 de noviembre : Al menos tres mantas, presuntamente suscritas por La Familia Michoacana, aparecieron la mañana del viernes 5 de noviembre de 2021 colgadas de estructuras viales de Metepec para prohibir la presentación de los artistas considerados en el marco del Festival Quimera 2021 y amenazar al empresario organizador con afectar a los asistentes.